# Progress M-05M
Progress M-05M (ryska: Прогресс М-05M) eller som NASA kallar den, Progress 37 eller 37P, var en rysk obemannad rymdfarkost som levererade förnödenheter, syre, vatten och bränsle till rymdstationen ISS. Den sköts upp med en Sojuz-U-raket från Kosmodromen i Bajkonur den 28 april 2010 och dockade med ISS den 1 maj. 
Den lämnade stationen den 25 oktober 2010 och brann upp i jordens atmosfär den 15 november 2010.